# دوران شیرازی

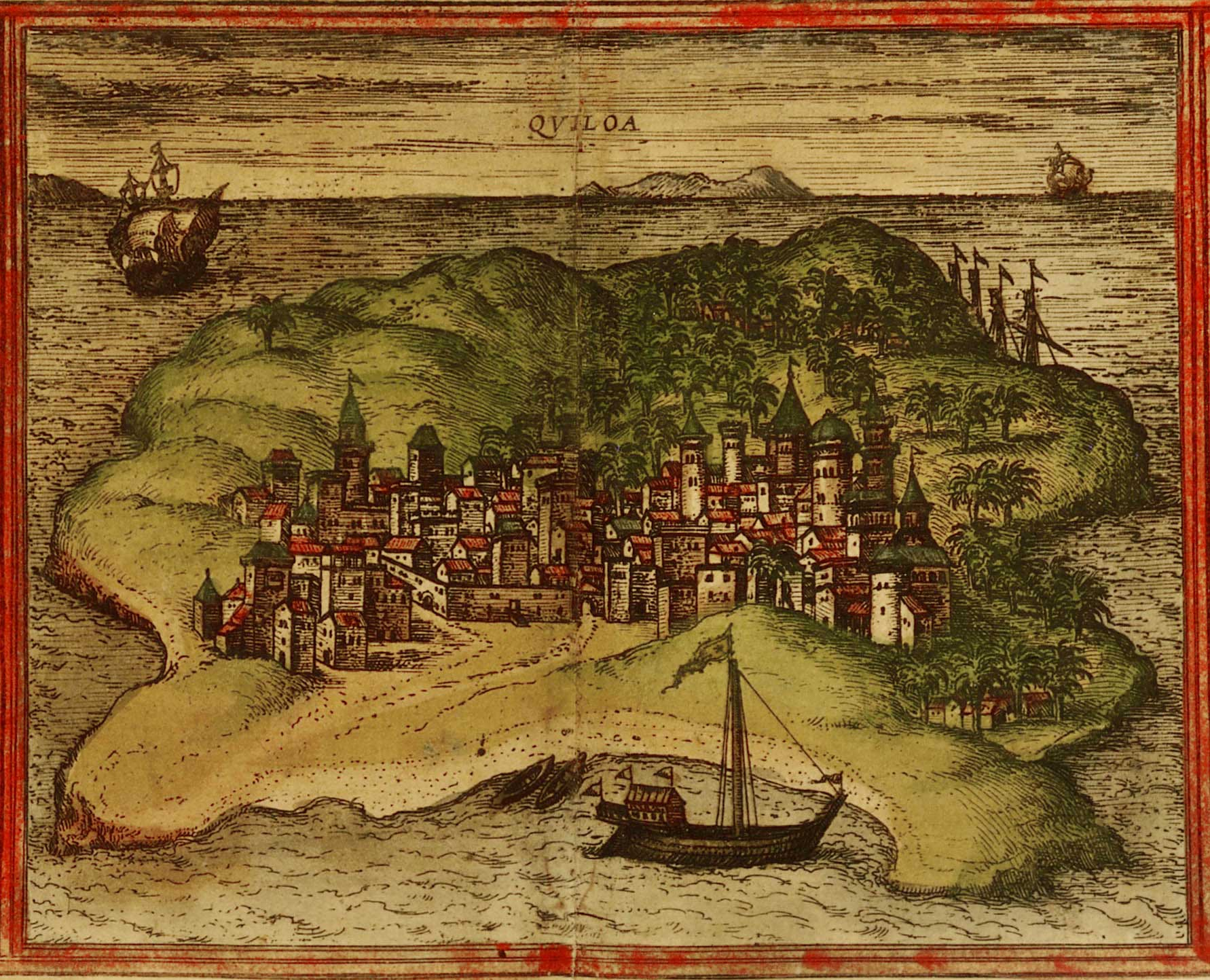
نقاشی شهر ثروتمند شیرازی کیلوا کیسیوانی توسط جرج بارون

دوران شیرازی به زمان میان قرن ۱۳ تا ۱۵ میلادی در شرق آفریقا (به ویژه تانزانیا) گفته می‌شود که دولت‌شهرهای ایرانی توسط مهاجران ایرانی ایجاد شدند. بیشتر این مهاجران شیرازی بودند. امروزه مردمان شیرازی ساکن شرق آفریقا خود را از نسل آن مهاجران می‌دانند.